# Planocraniidae
Planocraniidae es una familia extinta de reptiles crocodilianos basales que vivieron durante el Eoceno en Asia, Europa y Norteamérica. El nombre de esta familia fue acuñado por Li en 1976, y abarca a dos géneros, Boverisuchus y Planocrania.